# روشچینو (استان آمور)
روشچینو (به لاتین: Roshchino) یک منطقهٔ مسکونی در روسیه است که در استان آمور واقع شده‌است.